# Rgya gling
 (avril 2023).
Si vous disposez d'ouvrages ou d'articles de référence ou si vous connaissez des sites web de qualité traitant du thème abordé ici, merci de compléter l'article en donnant les références utiles à sa vérifiabilité et en les liant à la section « Notes et références ».

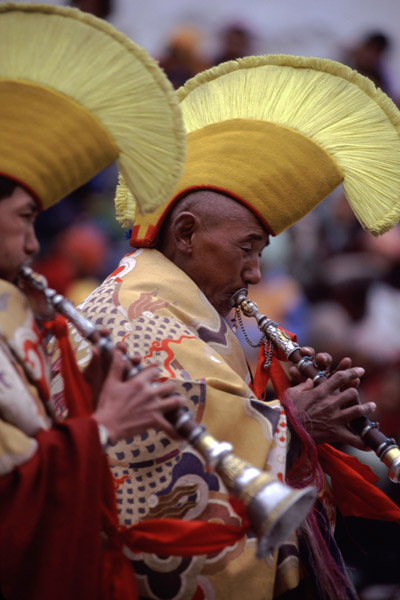
Moines jouant du rgya gling au monastère de Spituk, au Ladakh (Inde).

Le rgya gling, gyaling, gya ling, jahlin, jah-lin, jahling ou jah-ling, est une chalemie, instrument à anche double traditionnel de la musique tibétaine. 

## Facture
Le corps est en bois et il se prolonge par un pavillon en cuivre. Les anches sont insérées dans une pièce de cuivre également.

## Jeu
Elle est spécifiquement utilisée dans les monastères tibétains durant les puja (rituels et prières) et pour accueillir les lamas et rinpoches.